# Cityflo 650 CBTC
Cityflo 650 یکی از پیشرفته‌ترین سیستم‌های کنترل قطار مبتنی بر ارتباطات (CBTC) است که توسط شرکت بمباردیه ترانسپورتیشن (اکنون بخشی از آلستوم) توسعه یافته است. این سیستم برای مدیریت و کنترل ترافیک قطارها در خطوط مترو و راه‌آهن شهری طراحی شده است و بهبود قابل توجهی در بهره‌وری، ایمنی و ظرفیت حمل و نقل ریلی فراهم می‌آورد.

## ویژگی‌ها و مزایا
- کنترل خودکار قطار: Cityflo 650 توانایی کنترل کامل قطار را دارد که شامل شروع، توقف، و تنظیم سرعت قطار می‌شود. این ویژگی‌ها باعث کاهش تأخیرها و بهبود بهره‌وری خطوط می‌شوند.
- ایمنی بالا: این سیستم با استفاده از فناوری‌های پیشرفته ایمنی، مانند تشخیص برخورد و سیستم‌های هشدار، ایمنی مسافران و قطارها را تضمین می‌کند.
- بهره‌وری انرژی: با بهینه‌سازی مصرف انرژی و استفاده از فناوری‌های جدید، Cityflo 650 به کاهش مصرف انرژی و هزینه‌های عملیاتی کمک می‌کند.
- ظرفیت بالاتر: با مدیریت هوشمند ترافیک قطارها و کاهش فواصل بین قطارها، این سیستم می‌تواند ظرفیت حمل و نقل را افزایش دهد.

## کاربردها
Cityflo 650 در بسیاری از شهرهای جهان برای خطوط مترو و راه‌آهن شهری نصب و استفاده شده است. از جمله این شهرها می‌توان به لندن، نیویورک، پاریس، و سنگاپور اشاره کرد.

## تکنولوژی
Cityflo 650 از فناوری‌های پیشرفته ارتباطی و نرم‌افزاری استفاده می‌کند تا اطلاعات دقیق و به‌روز را در اختیار رانندگان و مدیران ترافیک قرار دهد. این سیستم از ترکیب داده‌های GPS، رادار، و سنسورهای مختلف برای ارائه اطلاعات دقیق در زمان واقعی بهره می‌برد.

## تاریخچه
این سیستم برای اولین بار در اوایل دهه ۲۰۰۰ معرفی شد و از آن زمان تاکنون به‌طور گسترده در سراسر جهان استفاده شده است. بمباردیه ترانسپورتیشن با به‌روزرسانی‌های مداوم، کارایی و قابلیت‌های این سیستم را بهبود بخشیده است.